# Sphaerobunus variolosus
Sphaerobunus variolosus is een hooiwagen uit de familie Gonyleptidae.